# يوهانس كاب
جوهانس كاب (بالألمانية: Johannes Kapp)‏ هو كاهن كاثوليكي ألماني، ولد في 14 مايو 1929 في Burguffeln ‏ في ألمانيا، وتوفي في 22 سبتمبر 2018 في كاسل في ألمانيا.